# Melecta atripes
Melecta atripes är en biart som beskrevs av Morawitz 1895. Melecta atripes ingår i släktet sorgbin, och familjen långtungebin. Inga underarter finns listade i Catalogue of Life.